# 松田謙三
松田 謙三（まつだ けんぞう、天保3年1月8日（1832年2月9日） - 明治24年（1891年）1月10日）は、幕末から明治期の朱子学者・教育者。幼名は百合熊、字は士健、号は鯤堂または剣槊。

## 生涯
天保3年、長州藩の藩医である松島瑞蟠の三男として生まれた。兄に松島剛蔵と楫取素彦がいる。明倫館の学頭を勤めた小倉尚蔵の養子となり小倉健三（乾三）を名乗るが、のちに小倉家を出て松田謙三と称す。
弘化元年（1844年）に萩明倫館へ入る。嘉永3年（1850年）、明倫館を退き江戸に出て、安積艮斎の私塾である見山楼に学ぶ。江戸において、兄の小田村伊之介（楫取素彦）とともに吉田松陰と交友があり、松陰の東北出奔に協力して藩から叱責を受けたり、松陰の下田密航未遂事件にあたっては連累をおそれて松陰との接触を憚った伊之介に代わり、獄中の松陰に便宜を図るため使いに走った。「剣槊」の号はこのとき幕府の目を恐れて、本名の健三をもじって名乗った変名である。文久元年（1861年）には昌平黌に入る。文久3年に昌平黌を出て明治元年（1868年）からは安井息軒が開いていた私塾に学んだ。
のち岡山県に招かれ、明治11年（1878年）、小田郡金浦村西浜の地に私塾「明志学舎」を開いた。明治17年（1884年）には群馬県前橋に移り、群馬県師範学校教授となる。またその翌年には修史館に出仕し、史料編纂にあたった。
晩年は東京において毛利家の史料編纂に携わり、明治24年（1891年）に61歳でこの世を去った。